# Henri Reymond
Cet article concerne l'homme d'Église. Pour la personnalité politique suisse, voir Henri Reymond (homme politique).
Pour les articles homonymes, voir Reymond.
Henri Reymond, né le 16 novembre 1737 à Vienne (Dauphiné) et mort le 20 février 1820 à Dijon (Côte-d'Or), Baron d'Empire, Chevalier de la Légion d'honneur est un prélat catholique français.

## Biographie

### Vienne
Henri Reymond naît le 16 novembre 1737, à Vienne, en Dauphiné.
Il fait ses études dans le collège jésuite de sa ville natale, avant d'intégrer la congrégation des joséphistes, dans laquelle il reçoit les ordres sacrés. Il prend ses degrés en théologie à l'université de Valence, et devient, après l'expulsion des jésuites, professeur de philosophie.
Il est nommé, peu après, curé de l'église Saint-Georges de Vienne. Il publie durant ce ministère, divers écrits qui lui attirent la défaveur du haut clergé et se fait remarquer par le talent qu'il déploie afin de maintenir sa nomination contre le chapitre de Saint-Pierre de Vienne, qui prétend être le seul à pouvoir disposer de cette cure.
De 1776 à 1780, il publie trois autres ouvrages, destinés à exposer les plaintes des curés du Dauphiné, qui sont presque tous à portion congrue et demandent le paiement du 24e des pauvres. L'un d'eux, intitulé : Mémoire à consulter pour les curés à portion congrue, est supprimé par ordre du parlement de Grenoble. Ses efforts sont couronnés d'un plein succès : les fermiers des décimateurs doivent délivrer aux pauvres de chaque paroisse la 24e partie du blé provenant de la dîme, et lui-même a la satisfaction de recevoir, pour ses paroissiens indigents, cette aumône légale et imprescriptible.
Quelques années plus tard, il provoque, de la part des curés de Dauphiné, d'unanimes réclamations sur l'évidente insuffisance de la somme de 500 livres qui ne représente alors plus la vraie valeur des vingt-cinq setiers de blé, mesure de Paris, à laquelle la portion congrue était fixée par le dernier édit. Il fut chargé par ceux du diocèse de Vienne d'aller à Paris faire, auprès du gouvernement, les démarches propres à obtenir justice, et réussit à faire taxer cette portion à 800 livre. Il y est envoyé une seconde fois par le même diocèse, pour obtenir du conseil que les curés aient deux députés à la chambre diocésaine et que ces députés soient nommés par eux.
Cette démarche a pour résultat de faire du prélat l'un des deux députés en question et d'obtenir la diminution de moitié des impositions des curés à portion congrue.
L'archevêque de Vienne, Le Franc de Pompignan, ne blâme point la conduite tenue par Reymond en ces circonstances : l'avant-veille de son départ pour les États généraux de 1789, auxquels il est député, il lui donne une preuve de sa confiance, en le chargeant officiellement de visiter, accompagné d'un promoteur et d'un greffier, les paroisses de son diocèse, à l'effet de réunir celles qui est trop peu considérables.
À la même époque, il rédige pour les curés qui n'ont pas pu obtenir d'avoir un député pris dans leur sein, un cahier de leurs doléances destiné à être présenté à l'Assemblée constituante.
Le clergé le députe aux États de Romans.

### Grenoble
Reymond, approuvant la Constitution civile du clergé, prête le serment qu'exige la loi. Pour l'en récompenser on le nomme premièrement vicaire épiscopal de l'Isère, et, enfin, successeur de Pouchot, évêque constitutionnel de ce département. Élu évêque de l'Isère, le 17 novembre 1792, par l'assemblée électorale tenue à Saint-Marcellin, Charles de La Font de Savines, évêque de l'Ardèche, le consacre dans la cathédrale Notre-Dame de Grenoble, le 15 janvier 1793. Toutefois ces dignités et ces honneurs ne tardent pas à être suivis de peines et de revers.
Pendant la terreur, Reymond ne déshonore pas son caractère par l'apostasie. Il s'attache avec un grand zèle à détruire dans son diocèse l'esprit irréligieux. Mais ces sentiments ne sont pas alors en grande faveur : malgré son dévouement au gouvernement qui régit alors la France, il se voit, à son retour d'une visite pastorale, arrêté comme suspect (sur ordre du « comité des vingt-un »). Enfermé à la conciergerie de Grenoble, il ne sort de prison que le 22 octobre 1794, après onze mois et demi de détention ; et ne doit sa liberté qu'au coup d'État du 9 Thermidor.
Reymond passe quelque temps dans sa famille et vit retiré à Gerbais (ou Gerbay), où il demeure jusqu'au moment où l'exercice du culte est enfin toléré. Resté quelque temps sans vouloir reprendre ses fonctions, il se joint aux autres constitutionnels pour faire revivre leur église expirante. Il assiste au concile de 1797, signe quelquefois les actes du comité dit des Réunis, et est chargé de publier les actes de cette assemblée, en y ajoutant une préface et une lettre d'envoi à tous les évêques.
Il vient ensuite à Grenoble reprendre ses fonctions, et, lorsque les actes du concile sont imprimés, il convoque un synode dans lequel il les publie. Les actes de ce synode sont publiés aussi.
Bientôt après (1801), Reymond se rend à un second concile convoqué par la commission intermédiaire.
Il démissionne de son office d'évêque de l'Isère, à la suite du Concordat de 1801. Il est alors nommé sur le siège de Dijon (9 avril 1802).

### Dijon
Nommé à l'évêché de Dijon, il signe la formule de rétractation demandée par le pape. On prétend cependant qu'il ne l'a pas fait, et sa conduite postérieure ne dément pas cette assertion. Son administration se ressent constamment des opinions qu'il professe, et il fait enseigner dans son séminaire des doctrines condamnées.
Arrivé dans sa ville épiscopale, son premier soin est d'employer tous ses efforts pour réunir les deux partis qui se sont formés dans le clergé : il réussit jusqu'à un certain point. Il réorganise son petit séminaire et le dote de ses propres deniers d'une somme annuelle de 1 000 francs. Son église cathédrale (Saint-Bénigne) est aussi l'objet de la sollicitude du pieux évêque. Sa pénurie était telle qu'elle ne possédait pas même un calice d'argent. Par ses soins, elle est bientôt convenablement dotée. Les besoins spirituels du diocèse ne fixent pas moins son attention : il le visite trois fois en entier, organise des conférences, publie un grand nombre de mandements, lettres ou instructions pastorales (la dernière porte le no 36). Catéchiser est à ses yeux le premier des devoirs de son état, il ne s'en décharge jamais sur ses vicaires.
Il gouverne avec sagesse et édification, lorsque surviennent les événements de 1814. Le 7 avril, les actes du sénat conservateur et du gouvernement provisoire n'étant pas encore officiellement connus à Dijon, il refuse expressément, malgré la délibération qui avait été prise par le conseil municipal, de faire chanter un Te Deum pour remercier Dieu du retour des Bourbons. Ce refus a un certain retentissement, et il s'en explique avec prudence et dignité dans une lettre pastorale qu'il a l'occasion de publier le mois suivant.
Quand, en 1815, Napoléon Ier s'échappe de l'île d'Elbe, il présente dans une lettre pastorale son retour comme un bienfait de la Providence. « Le sens de nos textes sacrés, dit-il, s'applique par la droite raison au rétablissement inattendu de l'illustre Napoléon. » Reymond se rend à la réunion des collèges électoraux, convoqués en assemblée extraordinaire du Champ de mai pour corriger et modifier les lois françaises, et assister au couronnement de l'Impératrice et de son fils. Il signe l'acte additionnel. La conduite qu'il montre dans ces circonstances lui vaut, plus tard, une « persécution » du gouvernement royal de nouveau restauré. Pendant l'invasion étrangère, on suggère à divers commandements de troupes alliées de faire éprouver à l'évêque plusieurs vexations et de le forcer à des dépenses considérables.
Après le second rétablissement des Bourbons, sur un ordre du ministre de la police (1816) et en vertu des lois d'exception alors existantes, Reymond est enlevé à son troupeau et transporté (« mandé » ou « exilé ») à Paris. Malgré de nombreuses démarches, il ne parvient à faire expliquer l'autorité supérieure sur les motifs qui a pu dicter cette décision. Plongé dans la retraite, il s'occupe de rédiger un mémoire justificatif de sa vie, qui est inséré dans la Chronique religieuse de 1820 (t. IV, p. 364-80 et 385-94).
Après quelques mois de séjour dans la capitale, et à la suite de l'abrogation de la loi du 30 octobre 1815, il revient dans son diocèse de Dijon en mars 1817.
Il reprend avec le même zèle ses travaux apostoliques si brusquement interrompus. La fondation d'une école ecclésiastique à Flavigny et l'agrandissement de son séminaire l'occupent d'une manière toute spéciale. Il fait les plus grands sacrifices pécuniaires pour ces deux établissements. Il trouve encore sur ses revenus les moyens de soulager les pauvres. Pendant l'hiver, il fait distribuer chaque dimanche 800 livres de pain aux cent pauvres les plus nécessiteux de la ville.
Il fait paraître, le 14 décembre 1818, une circulaire pour permettre de « faire gras » le samedi chaque semaine jusqu'à la récolte des légumes de l'année suivante, et de faire gras le vendredi pendant la vendange.
Reymond, qui a vécu sans estime, meurt sans regret le 20 février 1820, frappé de mort subite, en allant se mettre au lit.

## Publications
Il se fait connaître par :
- Droits des curés et des paroisses sous leur double rapport spirituel et temporel, Paris, 1776, in-8° :
  - Ce livre fut supprimé par arrêt du parlement de Grenoble, mais fut réimprimé en 1791, 3 vol. in-12 ;
- Mémoire à consulter pour les curés à portion congrue du Dauphiné, 1780 ;
- Droit des pauvres, Genève, 1781, in-12 :
- Cahier des curés de Dauphiné adressé à l'Assemblée nationale…, Lyon, Delamollière, 1789, in-8° de XVI et 208 pp. ;
- Du gouvernement de l'Église, et du droit des curés et des paroisses, Constance, 1791, 3 vol. in-12 ;
- Conférences sur les principales vérités de la religion catholique, Dijon, vers 1805, un vol. in-8° ;
- Observations sur l'enseignement élémentaire de la religion, considéré seulement dans sa forme, sa méthode, et surtout dans l'ordre des idées qui doivent être présentées à des enfants, Dijon, vers 1805 ;
- Analyse des principes constitutifs des deux puissances ;
- Adresse aux curés, mandements et lettres pastorales.

## Titres
- Baron de l'Empire (1808)[2].

## Distinction
- Chevalier de la Légion d'honneur (15 aout 1818)[2],[3]

## Armoiries
De 1803 à 1808 Reymond utilisait ses simples initiales.
| Figure | Blasonnement |
|        | Armes du baron Reymond et de l'Empire (Reymond ne semble pas avoir fait usage de ces armes octroyées par lettres patentes) Fuselé de sinople et d'or au franc-quartier des barons évêques., - Livrées : les couleurs de l'écu, le verd en bordure seulement. D'après Aymar de Saint-SaudFretté de sinople et d'or au franc-quartier des barons-évêques. |
|        | Armes sous la Restauration française D'azur à la croix grecque d'argent surmontée d'une bélière du même. (On trouve aussi la croix trèflée et sans bélière). |